# Гарольд I Заяча Лапа
Гарольд I Заяча Лапа (англ. Harold Harefoot; близько 1015 — 17 березня 1040) — король Англії в 1035—1040 роках. Прізвисько «Заяча Лапа» (у інших перекладах «Заяча Нога») за переказами отримав за швидкість у бігу і мисливські вміння.

## Біографія
Гарольд був незаконнонародженим сином короля Англії, Данії і Норвегії Канута I Великого і Ельфґіфу Нортгемптонської.
Після смерті Канута I Великого 1035 року престол Англії і Данії повинен був успадкувати єдиний законний син Кнуда Хардекнуд, який управляв Данією в кінці життя свого батька. Проте загроза вторгнення норвезького короля Магнуса I Доброго не дозволила Хадекнуту прибути до Англії для вступу на престол. Цим скористалася частина англійських магнатів на чолі з ерлом Леофріком і Ельфгифу Нортгемптонською, які запропонували вибрати регентом країни Гарольда. На раді в Оксфорді на початку 1036 року прихильники Гарольда і Хардекнуда досягли компромісу: Гарольд ставав регентом Англії, а королева-мати Емма Нормандська зберігала свій двір, гвардію хускерлів і контроль над королівською казною. Проте Гарольд напав на резиденцію Емми у Вінчестері і захопив скарбницю.. До кінця року всі магнати Англії визнали Гарольда своїм королем, а Емма втекла з країни.
На думку деяких істориків влада в країні в період правління Гарольда фактично належала його матері Ельфгифу. 1036 року до Англії прибув Альфред Етелінг, молодший син короля Етельреда II, що мав права на англійський престол. Побоюючись, що його присутність в країні спровокує повегнення Гарольда, прихильники останнього на чолі з ерлом Годвіном заарештували Альфреда. Після цього йому викололи очі. Альфред незабаром помер. Смерть Етелінга підняла проти Гарольда не тільки Хардекнуда, що доводився єдинокровним братом убитому, але і герцога Нормандії, під захистом якого проживав Альфред.
Позиції Гарольда в Англії були достатньо міцними, принаймні, не відомо про наявність якось невдоволення або опозиційної королеві партії серед англо-данської знаті. Проте в Данії Гардекнут готував вторгнення. Досягнувши компромісу з Норвегією в 1039 році, Хардекнуд зібрав великий флот і відплив відвойовувати Англію. Війни вдалося уникнути: 17 березня 1040 року Гарольд I несподівано помер. Хардекнуд висадився у Вессексі і незабаром був проголошений англійським королем. Тіло Гарольда витягли з могили в Вестмінстерському абатстві і кинули в болото поблизу берегів Темзи.

## Родовід
| Гаральд I Синьозубий | Гаральд I Синьозубий | Гаральд I Синьозубий | Гаральд I Синьозубий | Гаральд I Синьозубий | Гаральд I Синьозубий |                    |                    | Ґірід Олафсдоттір  | Ґірід Олафсдоттір  | Ґірід Олафсдоттір | Ґірід Олафсдоттір | Ґірід Олафсдоттір | Ґірід Олафсдоттір |                 |                 | Мешко I         | Мешко I         | Мешко I | Мешко I | Мешко I   | Мешко I   |           |           | Дубравка  | Дубравка  | Дубравка | Дубравка | Дубравка             | Дубравка |  |  | Втрачено | Втрачено | Втрачено | Втрачено | Втрачено            | Втрачено            |                     |                     | Втрачено            | Втрачено            | Втрачено | Втрачено | Втрачено | Втрачено |          |          | Втрачено | Втрачено | Втрачено | Втрачено | Втрачено | Втрачено |          |          | Втрачено | Втрачено | Втрачено | Втрачено | Втрачено | Втрачено |  |  |
| Гаральд I Синьозубий | Гаральд I Синьозубий | Гаральд I Синьозубий | Гаральд I Синьозубий | Гаральд I Синьозубий | Гаральд I Синьозубий |                    |                    | Ґірід Олафсдоттір  | Ґірід Олафсдоттір  | Ґірід Олафсдоттір | Ґірід Олафсдоттір | Ґірід Олафсдоттір | Ґірід Олафсдоттір |                 |                 | Мешко I         | Мешко I         | Мешко I | Мешко I | Мешко I   | Мешко I   |           |           | Дубравка  | Дубравка  | Дубравка | Дубравка | Дубравка             | Дубравка |  |  | Втрачено | Втрачено | Втрачено | Втрачено | Втрачено            | Втрачено            |                     |                     | Втрачено            | Втрачено            | Втрачено | Втрачено | Втрачено | Втрачено |          |          | Втрачено | Втрачено | Втрачено | Втрачено | Втрачено | Втрачено |          |          | Втрачено | Втрачено | Втрачено | Втрачено | Втрачено | Втрачено |  |  |
|                      |                      |                      |                      |                      |                      |                    |                    |                    |                    |                   |                   |                   |                   |                 |                 |                 |                 |         |         |           |           |           |           |           |           |          |          |                      |          |  |  |          |          |          |          |                     |                     |                     |                     |                     |                     |          |          |          |          |          |          |          |          |          |          |          |          |          |          |          |          |          |          |          |          |  |  |
|                      |                      |                      |                      | Свен I Вилобородий   | Свен I Вилобородий   | Свен I Вилобородий | Свен I Вилобородий | Свен I Вилобородий | Свен I Вилобородий |                   |                   |                   |                   |                 |                 |                 |                 |         |         | Ґюнхільда | Ґюнхільда | Ґюнхільда | Ґюнхільда | Ґюнхільда | Ґюнхільда |          |          |                      |          |  |  |          |          |          |          | Ельфгельм Йоркський | Ельфгельм Йоркський | Ельфгельм Йоркський | Ельфгельм Йоркський | Ельфгельм Йоркський | Ельфгельм Йоркський |          |          |          |          |          |          |          |          |          |          | Втрачено | Втрачено | Втрачено | Втрачено | Втрачено | Втрачено |          |          |          |          |  |  |
|                      |                      |                      |                      | Свен I Вилобородий   | Свен I Вилобородий   | Свен I Вилобородий | Свен I Вилобородий | Свен I Вилобородий | Свен I Вилобородий |                   |                   |                   |                   |                 |                 |                 |                 |         |         | Ґюнхільда | Ґюнхільда | Ґюнхільда | Ґюнхільда | Ґюнхільда | Ґюнхільда |          |          |                      |          |  |  |          |          |          |          | Ельфгельм Йоркський | Ельфгельм Йоркський | Ельфгельм Йоркський | Ельфгельм Йоркський | Ельфгельм Йоркський | Ельфгельм Йоркський |          |          |          |          |          |          |          |          |          |          | Втрачено | Втрачено | Втрачено | Втрачено | Втрачено | Втрачено |          |          |          |          |  |  |
|                      |                      |                      |                      |                      |                      |                    |                    |                    |                    |                   |                   |                   |                   |                 |                 |                 |                 |         |         |           |           |           |           |           |           |          |          |                      |          |  |  |          |          |          |          |                     |                     |                     |                     |                     |                     |          |          |          |          |          |          |          |          |          |          |          |          |          |          |          |          |          |          |          |          |  |  |
|                      |                      |                      |                      |                      |                      |                    |                    |                    |                    |                   |                   | Канут I Великий   | Канут I Великий   | Канут I Великий | Канут I Великий | Канут I Великий | Канут I Великий |         |         |           |           |           |           |           |           |          |          |                      |          |  |  |          |          |          |          |                     |                     |                     |                     |                     |                     |          |          | Ельфґіфу | Ельфґіфу | Ельфґіфу | Ельфґіфу | Ельфґіфу | Ельфґіфу |          |          |          |          |          |          |          |          |          |          |          |          |  |  |
|                      |                      |                      |                      |                      |                      |                    |                    |                    |                    |                   |                   | Канут I Великий   | Канут I Великий   | Канут I Великий | Канут I Великий | Канут I Великий | Канут I Великий |         |         |           |           |           |           |           |           |          |          |                      |          |  |  |          |          |          |          |                     |                     |                     |                     |                     |                     |          |          | Ельфґіфу | Ельфґіфу | Ельфґіфу | Ельфґіфу | Ельфґіфу | Ельфґіфу |          |          |          |          |          |          |          |          |          |          |          |          |  |  |
|                      |                      |                      |                      |                      |                      |                    |                    |                    |                    |                   |                   |                   |                   |                 |                 |                 |                 |         |         |           |           |           |           |           |           |          |          |                      |          |  |  |          |          |          |          |                     |                     |                     |                     |                     |                     |          |          |          |          |          |          |          |          |          |          |          |          |          |          |          |          |          |          |          |          |  |  |
|                      |                      |                      |                      |                      |                      |                    |                    |                    |                    |                   |                   |                   |                   |                 |                 |                 |                 |         |         |           |           |           |           |           |           |          |          | Гарольд I Заяча Лапа |          |  |  |          |          |          |          |                     |                     |                     |                     |                     |                     |          |          |          |          |          |          |          |          |          |          |          |          |          |          |          |          |          |          |          |          |  |  |